# Javré
Javré (oppure Iavré) è una frazione del comune di Porte di Rendena in provincia autonoma di Trento.

## Storia
Fino al 1928 costituiva comune autonomo, poi frazione di Villa Rendena fino al 1º gennaio 2016, data a partire dalla quale entrambi i paesi diventano parte del nuovo comune di Porte di Rendena.
La passata attività economica di Javré è legata ad alcune attività artigianali tradizionali. Assai rinomato era l'artigianato degli zoccoli di legno, che ebbe un forte impulso durante la seconda guerra mondiale. Vi funzionava pure una Scuola Statale di Pizzi e Merletti, instaurata per volere dell'imperatrice Maria Teresa d'Austria e innestatasi sull'antica attività familiare, un tempo assai apprezzata. Queste attività artigianali e industriali erano comunque affiancate da una solida economia silvo-pastorale. Lo testimoniano le numerose baite che punteggiano i versanti della valle di San Valentino che, con le cascate formate dal Rio Bedù, è una delle più belle "porte" dell'Adamello Trentino e del parco Adamello-Brenta. Nella parte più profonda del solco di valle confluiscono tre alte convalli solitarie: la Vallina, la Valletta Alta, la val Dossà. In quest'ultima sorge il bivacco Dosson, spartano ricovero a 2300 m, sotto il passo delle Vacche, valico per la val Daone.

## Monumenti e luoghi d'interesse

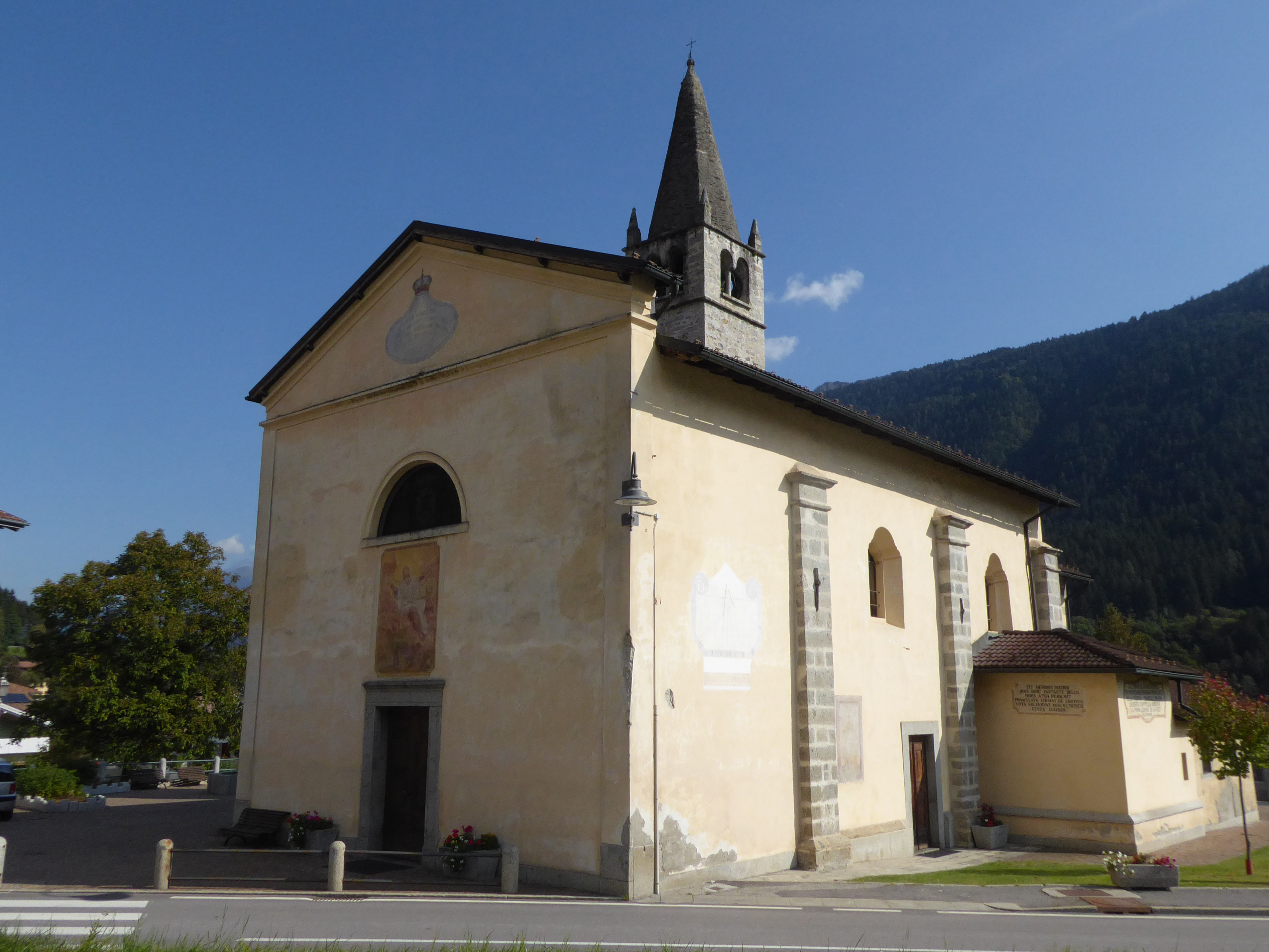
La chiesa di Santa Maria Assunta

### Architetture religiose
- Chiesa di Santa Maria Assunta, citata nei documenti a partire dall'XI secolo, ma nei secoli successivi è stata ricostruita più volte, come testimonia la data del 1559 scolpita all’ingresso della porta maggiore. Il campanile è romanico mentre le forme dell’attuale edificio sono settecentesche, anche se qualche particolare risale ad epoche precedenti. Eleganti stucchi eseguiti nel 1735 decorano l’interno. Sono di Simone II Baschenis e risalgono al 1543 gli affreschi che si trovano nelle lunette del presbiterio. Scoperti e riportati alla luce nel 1913 raffigurano la Nascita della Vergine, la Presentazione al Tempio, l’Annunciazione, la Nascita di Gesù, l’Adorazione dei pastori, l’Adorazione dei Magi e la Crocifissione.[4][5][6]
- Chiesetta di San Valentino, nei pressi del paese.

### Architetture civili
- Casa Guste, casa rurale della seconda metà del 1800 alla quale è stata successivamente aggiunta la parte più rustica rivolta ad est. È sede del Circolo Culturale Javré “Al Filò dal Lundì” che ha allestito un percorso espositivo sulla tradizione del merletto a fusello, iniziata in paese nel 1907 con l’apertura della scuola asburgica di “Pizzi e merletti”. Manufatti, documenti, cartoni disegnati e fotografie evidenziano l’evoluzione del gusto, delle tecniche, degli stili interpretativi e dei filati delle diverse tipologie di merletti. Nell'edificio si trova anche il punto lettura, affiliato alla biblioteca comunale di Tione di Trento.